# Wakuf (Macedonia Północna)
Wakuf (maced. Вакуф) – wieś w północno-wschodniej Macedonii Północnej, w gminie Kratowo.